# Danh sách Trường đại học ở Việt Nam đào tạo ngành Kỹ thuật ô tô
Kỹ thuật ô tô thuộc lĩnh vực Cơ khí động lực/Kỹ thuật giao thông là ngành học tích hợp kiến thức của nhiều lĩnh vực: cơ khí, tự động hóa, điện – điện tử và công nghệ chế tạo máy, chuyên về lĩnh vực tính toán, thiết kế, công nghệ chế tạo, khai thác, vận hành và dịch vụ kỹ thuật ô tô – loại phương tiện giao thông vận tải thông dụng và có số lượng nhiều nhất hiện nay.

## Kỹ thuật ô tô
Đào tạo Kỹ sư ô tô hệ 5 năm. Đào tạo theo định hướng nghiên cứu, tính toán và thiết kế mô phỏng, giúp sinh viên có đủ năng lực và kỹ năng khai thác và ứng dụng các thiết bị thí nghiệm và phần mềm tiên tiến thuộc lĩnh vực chuyên ngành. Chương trình này hướng tới đào tạo ra các kỹ sư R&D có tư duy sáng tạo, các chuyên gia công nghệ, các nhà thiết kế, các nhà nghiên cứu, phát triển sản phẩm mới.
1. Trường Đại học Bách khoa Hà Nội
2. Trường Đại học Giao thông Vận tải
3. Học viện Kỹ thuật Quân sự
4. Trường Đại học Bách khoa, Đại học Đà Nẵng
5. Trường Đại học Kỹ thuật Công nghiệp, Đại học Thái Nguyên
6. Trường Đại học PHENIKAA
7. Trường Đại học Giao thông vận tải Thành phố Hồ Chí Minh
8. Trường Đại học Bách khoa, Đại học Quốc gia Thành phố Hồ Chí Minh

## Cơ điện tử ô tô
Đào tạo Kỹ sư Cơ điện tử ô tô, 4,5 năm: Chương trình đào tạo kỹ sư được trang bị kiến thức về các hệ thống cơ điện tử ô tô trên ô tô hiện đại, xe điện và xe tự hành.
1. Trường Đại học Giao thông vận tải Thành phố Hồ Chí Minh
2. Trường Đại học PHENIKAA

## Công nghệ Kỹ thuật ô tô
Đào tạo Cử nhân Công nghệ Kỹ thuật ô tô hoặc Kỹ sư thực hành hệ 4 năm: Chương trình này nhằm đào tạo các cử nhân/kỹ sư chuyên hoạt động trong lĩnh vực khai thác, sử dụng và dịch vụ kỹ thuật ô tô – loại phương tiện giao thông vận tải thông dụng và có số lượng nhiều nhất hiện nay như điều hành sản xuất phụ tùng; điều kiện và lắp ráp ô tô; cải tiến, nâng cao hiệu quả sử dụng ô tô.
1. Trường Đại học Giao thông Vận tải
2. Trường Đại học Giao thông vận tải Thành phố Hồ Chí Minh
3. Trường Đại học Nông Lâm Thành phố Hồ Chí Minh
4. Trường Đại học Bách Khoa Hà Nội
5. Trường Đại học Sư phạm Kỹ thuật Thành phố Hồ Chí Minh
6. Trường Đại học Sư phạm Kỹ thuật - ĐH Đà Nẵng
7. Trường Đại học Quy Nhơn
8. Trường Đại học Nha Trang[1]
9. Trường Đại học Công nghệ Giao thông vận tải
10. Đại học Giao thông Vận tải - Phân hiệu tại Thành phố Hồ Chí Minh
11. Trường Đại học Kinh tế Kỹ thuật Công nghiệp
12. Trường Đại học Công nghiệp Hà Nội
13. Trường Đại học Công nghiệp Quảng Ninh
14. Trường Đại học Công nghiệp Việt Hung
15. Trường Đại học Công nghiệp Việt Trì
16. Trường Đại học Sao Đỏ
17. Trường Đại học Sư phạm Kỹ thuật Hưng Yên
18. Trường Đại học Sư phạm Kỹ thuật Nam Định
19. Trường Đại học Sư phạm Kỹ thuật Vinh
20. Trường Đại học Công nghiệp Vinh
21. Trường Đại học Công nghiệp Thành phố Hồ Chí Minh
22. Trường Đại học Kỹ thuật Công nghiệp, Đại học Thái Nguyên:
23. Trường Đại học Trần Đại Nghĩa
24. Trường Đại học Ngô Quyền
25. Trường Đại học Kỹ thuật - Công nghệ Thành phố Hồ Chí Minh
26. Trường Đại học Công nghệ Sài Gòn
27. Trường Đại học Kinh tế Công nghiệp Long An
28. Trường Đại học Kinh tế Kỹ thuật Bình Dương
29. Trường Đại học Lạc Hồng
30. Trường Đại học Kỹ thuật Công nghệ Cần Thơ
31. Trường Đại học Lâm nghiệp
32. Trường Đại học Sư phạm Kỹ thuật Vĩnh Long
33. Trường Đại học Nam Cần Thơ
34. Trường Đại học kinh doanh và công nghệ hà nội
35. Trường Đại học Bình Dương.
36. Trường Đại học Thủy Lợi